# Microcycas
Genre
Statut de conservation UICN

 CR : 
En danger critique
Statut CITES
Synonymes
Zamia calocoma Miq. (1852)
Microcycas est un genre de plantes de la famille Zamiaceae. Il contient une seule espèce, Microcycas calocoma ou palmier liège, endémique d'une petite zone de l'ouest de Cuba dans la province de Pinar del Río.

## Description deMicrocycas calocoma
Microcycas calocoma atteint jusqu'à 10 m de hauteur, avec un tronc d'un diamètre de 30 à 60 cm.

Specimens de Microcycas calocoma
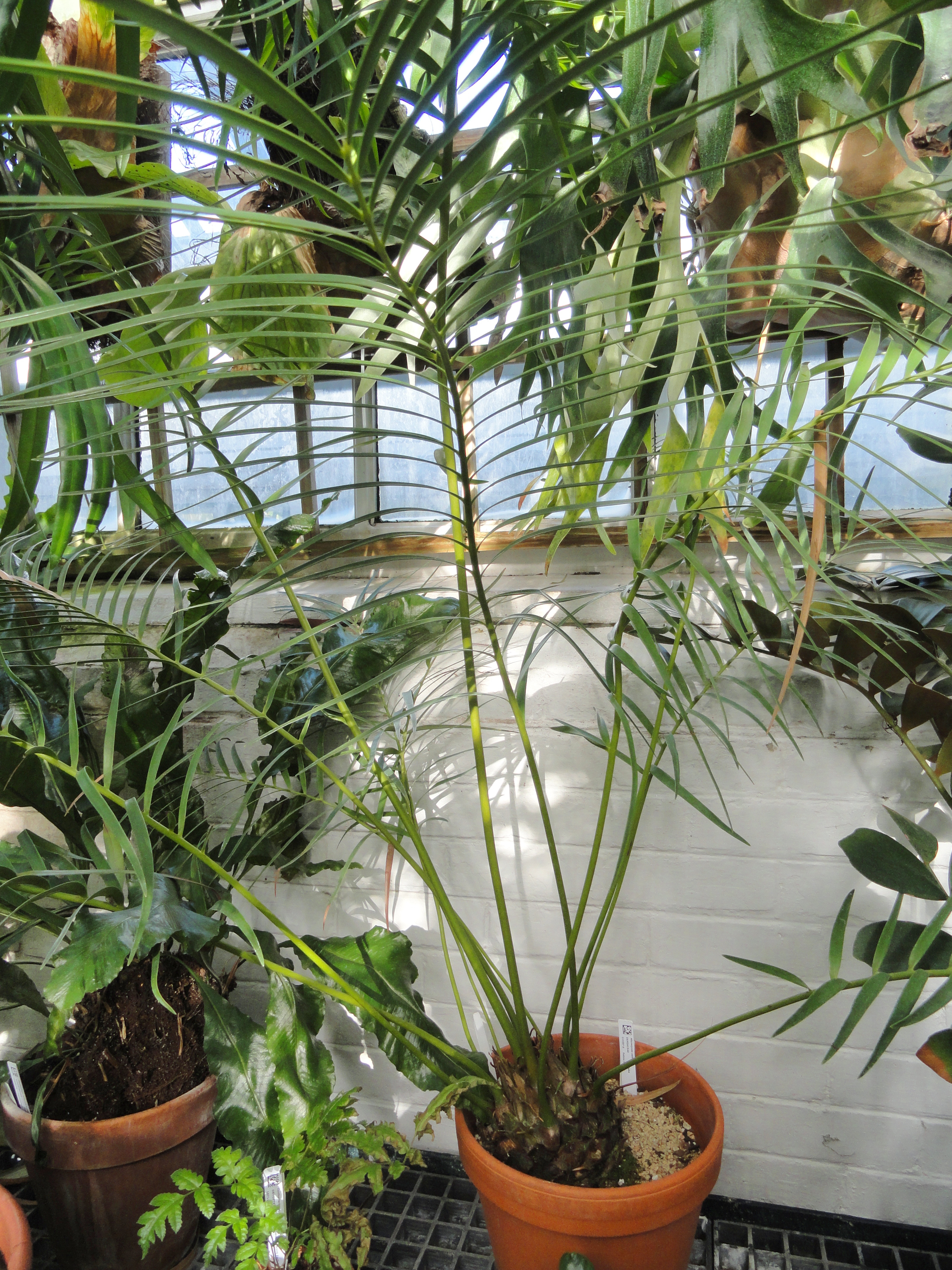
Lyman Plant House, Smith Coll. (Northampton, Mass.).
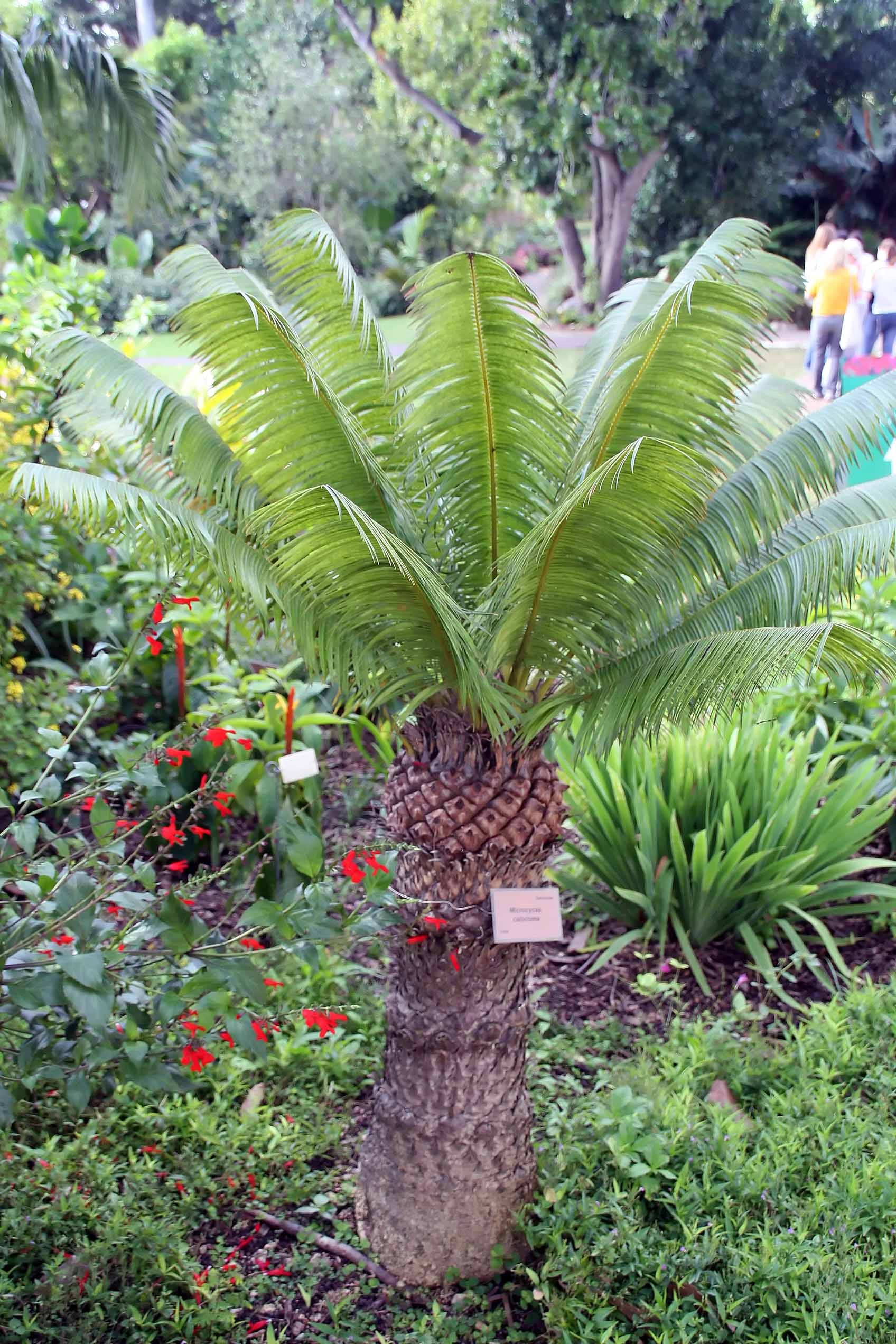
Jardin botanique tropical Fairchild (Miami, Floride).
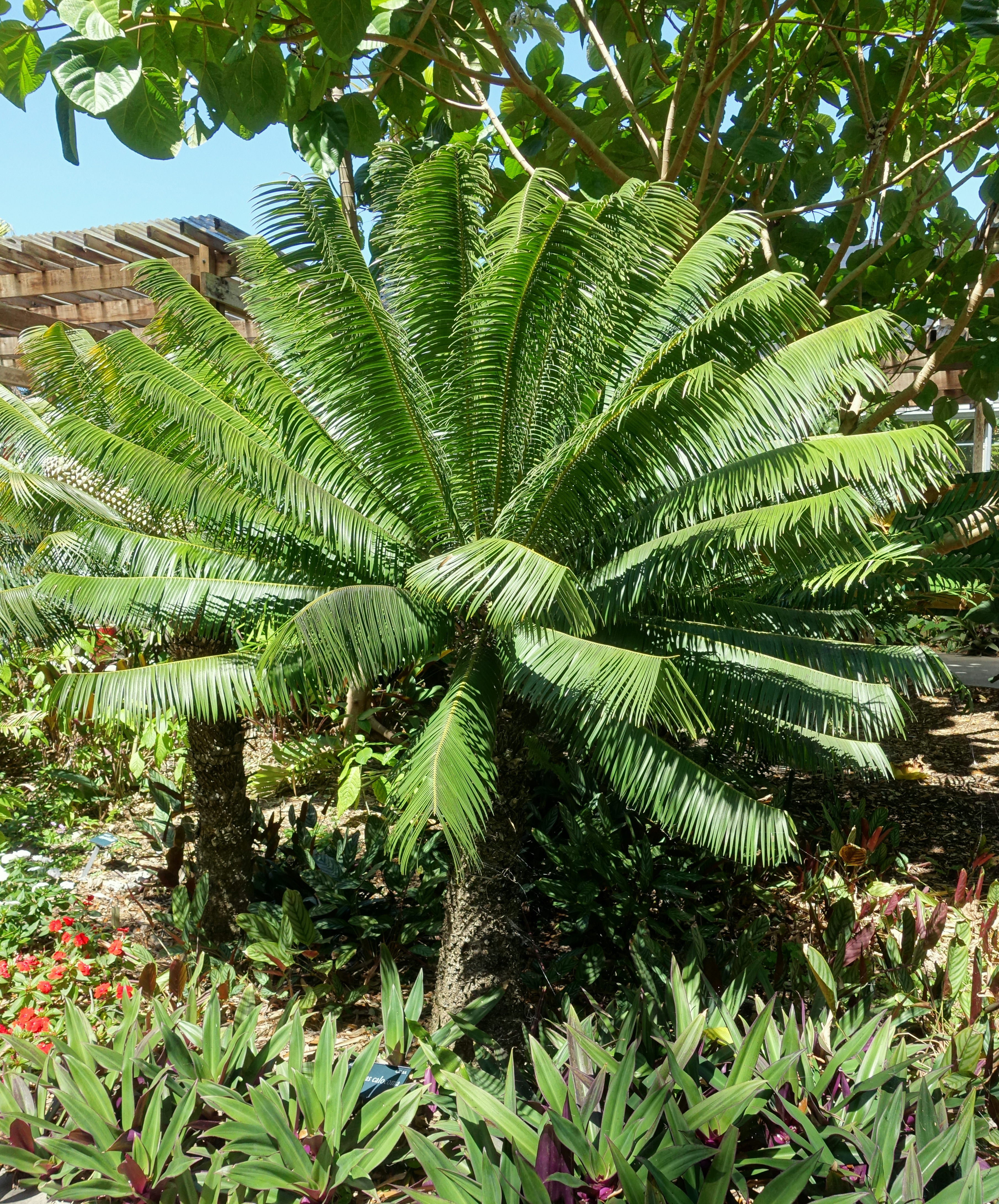
Jardin botanique Marie Selby (en) (Sarasota, Floride).

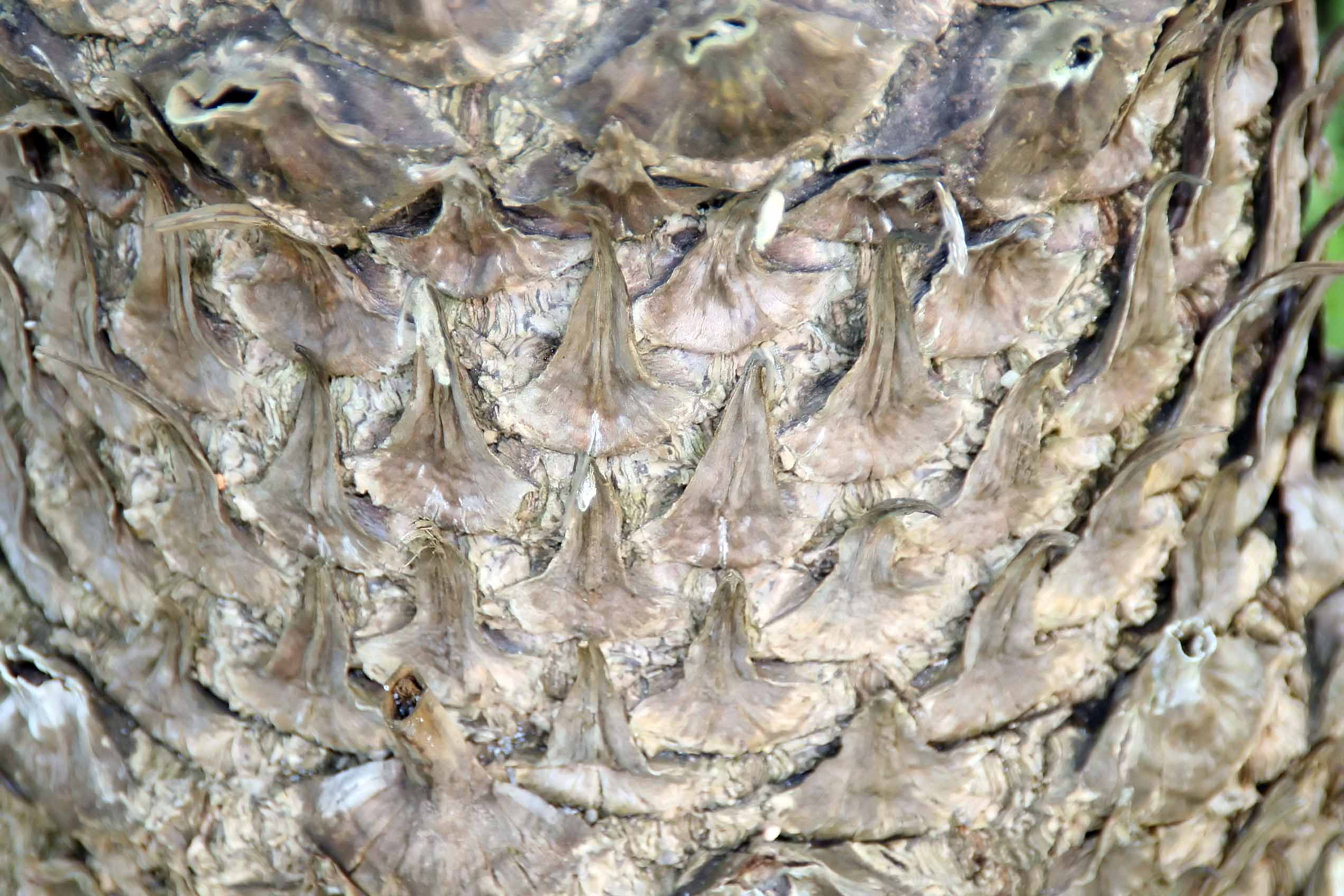
Écorce.
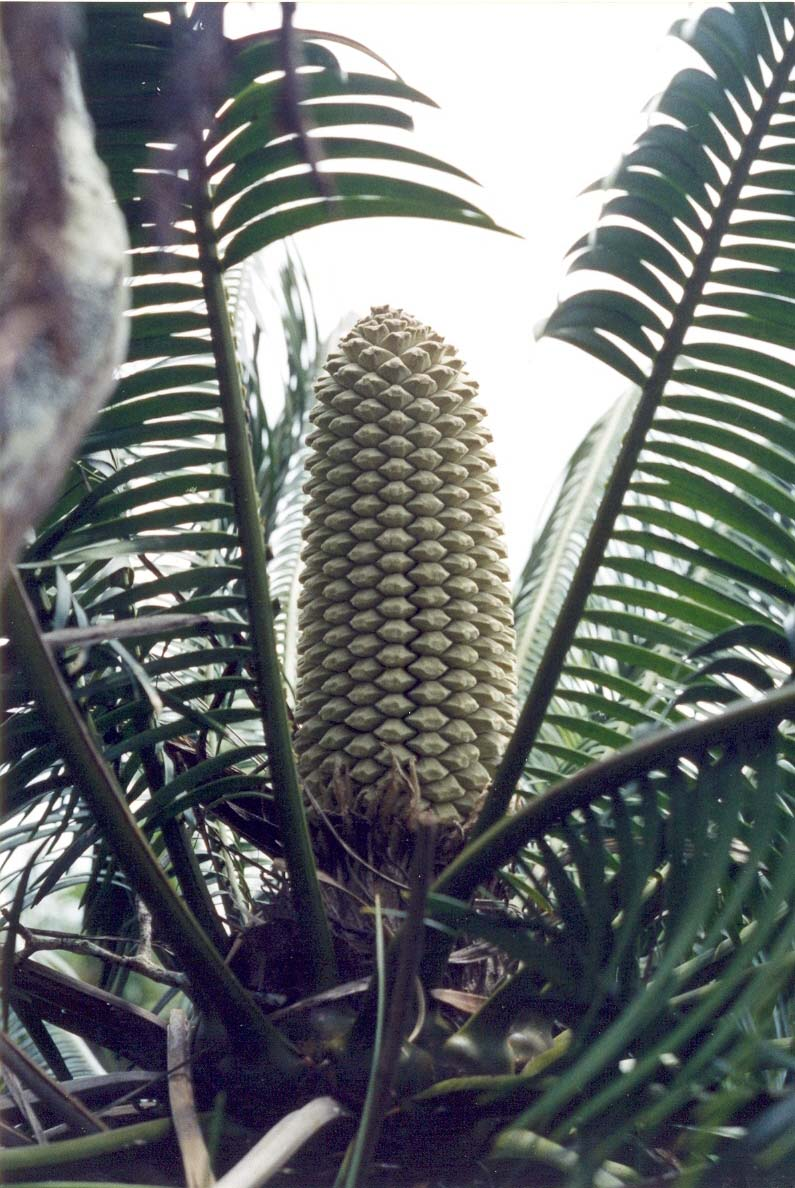
Cône femelle.
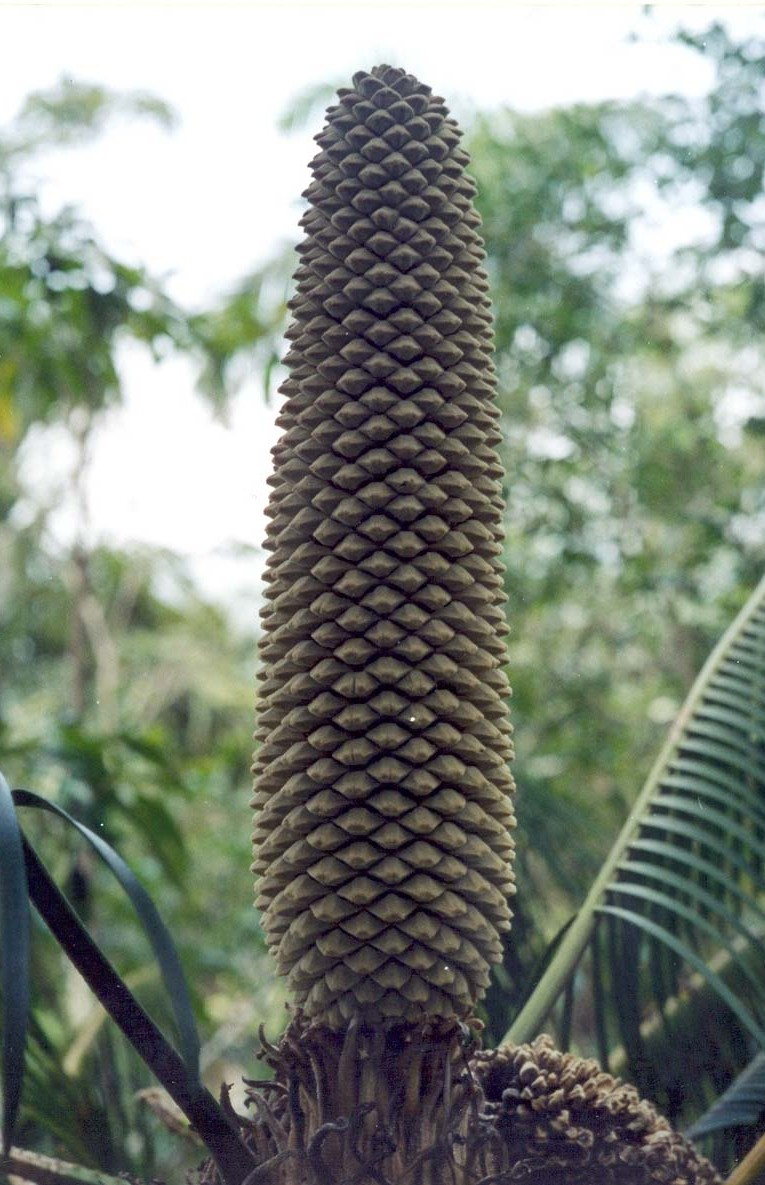
Cône mâle.

Dans son aire d'origine, M. calocoma pousse par petits groupes de 10-50 plantes dans les forêts de montagne à 85-250 m d'altitude.  Il pousse aussi sur les pentes des ravins et dans les prairies ouvertes et de broussailles à 50 m d'altitude.
Il fixe l'azote de l'atmosphère à l'aide d'une bactérie appelée Beijerinckia (en), qui vit dans cette plante.

## Reproduction

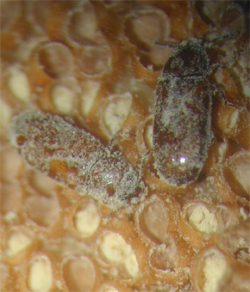
Pharaxonotha esperanzae adultes couverts de spores mâles.

Sa régénération naturelle est extrêmement lente depuis le début du XXe siècle : les populations d'insectes pollinisateurs ont pratiquement disparu ; mais quelque activité de pollinisateur semble persister dans la plus grande population de M. calocoma. Un programme de conservation a été établi au jardin botanique national de Cuba (es).
En 2005 Chavez et Genaro publient la découverte d'une nouvelle espèce de coléoptère, Pharaxonotha esperanzae (es), qui se nourrit du pollen de Microcycas calocoma et se reproduit dans ses cônes mâles. C'est le seul insecte volant que l'on retrouve régulièrement dans les cônes mâles de Microcycas pendant la période optimale de pollinisation, le place en première position pour la pollinisation de ce végétal.

## Distribution et conservation
L'espèce est en danger critique, avec une population mondiale de seulement environ 600 à 1 000 plantes. Elle est répertoriés sous la CITES Annexe I / UE Annexe A et la CITES interdit le commerce international de spécimens de cette espèce, sauf lorsque le but de l'importation est pas commercial, par exemple pour la recherche scientifique.

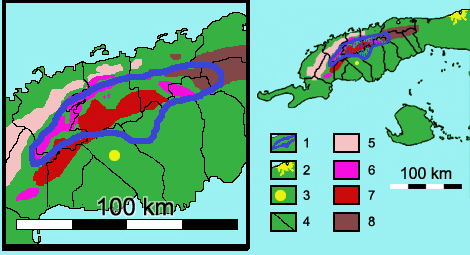
Distribution de Microcycas calocoma. Légende : 1 - Aire de distribution de l'espèce. 2 - La Havane. 3 - Pinar del Río. 4 - Limites municipales dans la province de Pinar del Río. 5 - Alturas Pizarrosas del Norte (pointe ouest de la sierra del Rosario). 6 - Sierra de los Órganos. 7 - Alturas Pizarrosas del Sur. 8 - Sierra del Rosario.

## Fossile vivant, plus ancien que son sol
Microcycas calocoma est l'une des plus anciennes espèces de Cycadales : elle est apparue au Jurassique et est considérée comme un fossile vivant. Elle a été déclarée monument national naturel par le gouvernement cubain le 5 juin 1989.
Elle pose une énigme : comment cette plante apparue au Carbonifère se trouve-t-elle dans la région de Pinar del Río qui n'a émergé que 200 millions d'années plus tard ?.